# Одоевский, Иван Иванович (1742—1806)
Иван Иванович Одоевский (5 [16] апреля 1742 — 11 (23) декабря 1806) — князь, генерал-поручик. Писатель и переводчик.

## Биография
Родился в семье президента Вотчинной коллегии Ивана Васильевича Одоевского и Прасковьи Ивановны Толстой, дочери графа Ивана Петровича Толстого.
Служил в лейб-гвардии Конном полку. В 1762 году наряду с другими офицерами Конногвардейского полка участвовал в дворцовом перевороте, в результате которого на престол взошла Екатерина II, за что 1 (12) августа 1762 года новая императрица пожаловала ему чин подпоручика.
17 (28) июля 1771 года произведён в полковники за известие о победе и взятии крепости Кафы, а также за проявленное мужество и усердие во время кампании 1771 года будучи волонтёром в составе 2-й армии.
С 22 сентября (3 октября)  1778 года генерал-майор, а с 22 сентября (3 октября)  1786 года генерал-поручик.
Умер 11 (23) декабря 1806 года в возрасте 64 лет. Был похоронен в московском Андрониковом монастыре.

## Семья
Был женат на троюродной племяннице Анастасии Ивановне Измайлове (1769—1807), дочери генерал-майора Ивана Ивановича Измайлова (1742—1806) и Евдокии Ивановны Одоевской.
От этого брака родились дети:
- Варвара (1790—1845), жена графа С. С. Ланского
- Иван (1792—1814), офицер кавалерии, участник Отечественной войны 1812 года

Имел внебрачного сына Ивана (1779 — до 1844), родоначальника дворян Евских, побочной ветви князей Одоевских. 